# Ойбал
Ойбал (грец. Οἴβαλος) — правитель Спарти, син спартанця Кінорта, батько Тіндарея, Гіппокоона, Ікарія (згідно з лаконською міфічною версією), чоловік Батії. За Овідієм, сином Ойбала вважається також Гіакінт.
Ойбал — син Телона й німфи Себетіди, дочки річкового бога Себета (біля Неаполя).